# Polypodium senanense
Polypodium senanense là một loài dương xỉ trong họ Polypodiaceae. Loài này được Maxim. mô tả khoa học đầu tiên năm 1886.
Danh pháp khoa học của loài này chưa được làm sáng tỏ. 